# Dendrothele seriata
Dendrothele seriata är en svampart som först beskrevs av Berk. & M.A. Curtis, och fick sitt nu gällande namn av P.A. Lemke 1965. Dendrothele seriata ingår i släktet Dendrothele och familjen Corticiaceae.   Inga underarter finns listade i Catalogue of Life.